# Gyula Lázár
Gyula Lázár (ur. 24 stycznia 1911 w Füzesgyarmat, zm. 27 lutego 1983 w Budapeszcie) – węgierski piłkarz, pomocnik i trener piłkarski. Srebrny medalista MŚ 38. Długoletni zawodnik Ferencvárosi TC.
Piłkarzem Ferencvárosu został w 1930 i grał w nim do 1943. Pięciokrotnie zdobywał tytuł mistrza Węgier (1932, 1934, 1938, 1940, 1941). W 1937 triumfował w Pucharze Mitropa. W reprezentacji Węgier zagrał 49 razy i strzelił jedną bramkę. Debiutował w 1931, ostatni raz zagrał w 1941. Brał udział w MŚ 34 (1 mecz). Podczas MŚ 38 zagrał we wszystkich czterech spotkaniach Węgrów w finałach.
Pracował jako trener.